# 사나크테
사나크테(Sanakht, 재위:기원전 2686년 ~ 기원전 2668년)는 이집트 제3왕조의 첫 파라오이다. 호루스 이름은 '사나크테'로, "강한 보호"라는 뜻이다.
사나크테는 이집트 제2왕조의 마지막 파라오인 카세켐위의 딸과 결혼하여 기반을 다졌다. 자신의 후계자이자 동생으로 알려진 조세르와 함께 시나이반도의 광산을 개발하여 구리와 터키 석을 채광하였다. 시나이반도의 유적지에는 사나크테가 나르메르가 보여준 자세로 적을 공격하는 모습이 발견되어 광산 개발 과정에서 다툼이 있었음을 보여준다.
사나크테는 자세한 기록은 남아있지 않으며, 18년을 다스린 후 동생으로 알려진 조세르에게 왕위를 넘겨주었다.

## 참고 문헌
- 피터 클레이턴(Peter Clayton) 저, 정영목 역, 《파라오의 역사》, 까치, 2004

| 전임 카세켐위 | 제1대 이집트 제3왕조의 파라오 기원전 2686년 ~ 기원전 2668년 | 후임 조세르 |